# Campeonato Asiático de Clubes de Voleibol Feminino de 2018
Campeonato Asiático de Clubes de Voleibol Feminino de 2018 foi a 19ª edição da competição organizada anualmente pela AVC, com a participação de nove clubes (representando nove nações) no período de 11 a 18 de julho pela segunda vez consecutiva na cidade de Öskemen.
O  Supreme Chonburi conquista seu segundo título continental, e sua atleta Ajcharaporn Kongyot foi premiada como a melhor jogadora da competição (MVP); completou o pódio os clubes  NEC Red Rockets e Jiangsu Zenith Steel, respectivamente.

## Formato de disputa
Os clubes foram distribuídos em tres grupos, todos se enfrentaram entre si no respectivo grupo, os grupos foram estabelecidos de acordo com a classificação final da edição de 2017.
Todas os clubes se qualificaram a fase final (quartas de final), com exceção da segunda colocada do Grupo C e a última do Grupo C, que se enfrentaram na pré-quartas de final, assim definindo qual destas completaria os confrontos das quartas de final. Os quatros clubes vencedores disputaram as semifinais e os quatros eliminados participaram das definições das posições inferiores. Os times vencedores das semifinais qualificaram para a grande final e os perdedores fizeram a partida pela disputa do terceiro lugar.
Para a classificação dentro dos grupos na primeira fase, o placar de 3-0 ou 3-1 garantirá três pontos para a equipe vencedora e nenhum para a equipe derrotada; já o placar de 3-2 garantirá dois pontos para a equipe vencedora e um para a perdedora.

## Participantes
| Equipe                | País          | Qualificação                              |
| --------------------- | ------------- | ----------------------------------------- |
| Altay Oskemen         | Cazaquistão   | Campeão da Liga A Cazaque de 2017-18      |
| NEC Red Rockets       | Japão         | Campeão da Liga A Japonesa 2016-17        |
| Paykan Tehran VC      | Irão          | Campeão da Liga A Iraniana de 2017        |
| Garuda VC             | Indonésia     | Campeão da Proliga Indonésia 2018         |
| Jiangsu Zenith Steel  | China         | Campeão da Liga A Chinesa de 2016-17      |
| VTV Bình Điền Long An | Vietname      | Campeão da Liga A Vietnamita de 2017      |
| Supreme Chonburi      | Tailândia     | Campeão da Liga A Tailandesa de 2017-18   |
| CMFC                  | Taipé Chinesa | Campeão da Liga A China Taipei de 2017-18 |
| Lanka Lions           | Sri Lanka     | Campeão da Liga A Sri Lanka de 2017       |

## Primeira fase
Classificação

## Grupo A
|     |                      |     | Jogos | Jogos | Jogos | Resultados | Resultados | Resultados | Resultados | Resultados | Resultados | Sets | Sets | Sets  | Pontos | Pontos | Pontos |
| Pos | Equipe               | Pts | T     | V     | D     | 3–0        | 3–1        | 3–2        | 2–3        | 1–3        | 0–3        | V    | P    | R     | V      | P      | R      |
| --- | -------------------- | --- | ----- | ----- | ----- | ---------- | ---------- | ---------- | ---------- | ---------- | ---------- | ---- | ---- | ----- | ------ | ------ | ------ |
| 1   | NEC Red Rockets      | 5   | 2     | 2     | 0     | 0          | 1          | 1          | 0          | 0          | 0          | 6    | 3    | 2,000 | 207    | 199    | 1.040  |
| 2   | Supreme Chonburi     | 4   | 2     | 1     | 1     | 1          | 0          | 0          | 1          | 0          | 0          | 5    | 3    | 1.667 | 176    | 159    | 1.107  |
| 3   | Jiangsu Zenith Steel | 0   | 2     | 0     | 2     | 0          | 0          | 0          | 0          | 1          | 1          | 1    | 6    | 0.167 | 151    | 176    | 0.858  |

| Data      | Hora  |                      | Placar |                      | Set 1 | Set 2 | Set 3 | Set 4 | Set 5 | Total  | Relatório |
| --------- | ----- | -------------------- | ------ | -------------------- | ----- | ----- | ----- | ----- | ----- | ------ | --------- |
| 11 de jul | 15:00 | ' Supreme Chonburi ' | 3–0    | Jiangsu Zenith Steel | 25–20 | 25–22 | 25–11 |       |       | 75–53  | 75–53     |
| 12 de jul | 15:00 | 'NEC Red Rockets '   | 3–2    | Supreme Chonburi     | 20–25 | 21–25 | 25–22 | 25-18 | 15-11 | 106–72 | 106–101   |
| 13 de jul | 15:00 | Jiangsu Zenith Steel | 1–3    | ' NEC Red Rockets '  | 25–21 | 24–26 | 27–29 | 22-25 |       | 98–76  | 98–101    |

## Grupo B
|     |                  |     | Jogos | Jogos | Jogos | Resultados | Resultados | Resultados | Resultados | Resultados | Resultados | Sets | Sets | Sets  | Pontos | Pontos | Pontos |
| Pos | Equipe           | Pts | T     | V     | D     | 3–0        | 3–1        | 3–2        | 2–3        | 1–3        | 0–3        | V    | P    | R     | V      | P      | R      |
| --- | ---------------- | --- | ----- | ----- | ----- | ---------- | ---------- | ---------- | ---------- | ---------- | ---------- | ---- | ---- | ----- | ------ | ------ | ------ |
| 1   | Altay Oskemen    | 6   | 2     | 2     | 0     | 1          | 1          | 0          | 0          | 0          | 0          | 6    | 1    | 6,000 | 171    | 130    | 1.315  |
| 2   | CMFC             | 2   | 2     | 1     | 1     | 0          | 0          | 1          | 0          | 1          | 0          | 4    | 5    | 0.800 | 184    | 198    | 0.929  |
| 3   | Paykan Tehran VC | 1   | 2     | 0     | 2     | 0          | 0          | 0          | 1          | 0          | 1          | 2    | 6    | 0.333 | 153    | 180    | 0.850  |

| Data      | Hora  |                  | Placar |                   | Set 1 | Set 2 | Set 3 | Set 4 | Set 5 | Total  | Relatório |
| --------- | ----- | ---------------- | ------ | ----------------- | ----- | ----- | ----- | ----- | ----- | ------ | --------- |
| 11 de jul | 18:30 | Paykan Tehran VC | 0–3    | ' Altay Oskemen ' | 18–25 | 16-25 | 17-25 |       |       | 51–25  | 51–75     |
| 12 de jul | 18:30 | 'CMFC '          | 3–2    | Paykan Tehran VC  | 24–26 | 26–24 | 15–25 | 25-16 | 15-11 | 105–75 | 105–102   |
| 13 de jul | 19:00 | Altay Oskemen    | 3–1    | CMFC              | 21–25 | 25–18 | 25–13 | 25-23 |       | 96–56  | 96–79     |

## Grupo C
|     |                       |     | Jogos | Jogos | Jogos | Resultados | Resultados | Resultados | Resultados | Resultados | Resultados | Sets | Sets | Sets  | Pontos | Pontos | Pontos |
| Pos | Equipe                | Pts | T     | V     | D     | 3–0        | 3–1        | 3–2        | 2–3        | 1–3        | 0–3        | V    | P    | R     | V      | P      | R      |
| --- | --------------------- | --- | ----- | ----- | ----- | ---------- | ---------- | ---------- | ---------- | ---------- | ---------- | ---- | ---- | ----- | ------ | ------ | ------ |
| 1   | Garuda VC             | 6   | 2     | 2     | 0     | 1          | 1          | 0          | 0          | 0          | 0          | 6    | 1    | 6,000 | 165    | 131    | 1.260  |
| 2   | VTV Bình Điền Long An | 3   | 2     | 1     | 1     | 1          | 0          | 0          | 0          | 1          | 0          | 4    | 3    | 1.333 | 159    | 119    | 1.336  |
| 3   | Lanka Lions           | 0   | 2     | 0     | 2     | 0          | 0          | 0          | 0          | 0          | 2          | 0    | 6    | 0,000 | 76     | 150    | 0.507  |

| Data      | Hora  |                       | Placar |                       | Set 1 | Set 2 | Set 3 | Set 4 | Set 5 | Total | Relatório |
| --------- | ----- | --------------------- | ------ | --------------------- | ----- | ----- | ----- | ----- | ----- | ----- | --------- |
| 11 de jul | 12:30 | VTV Bình Điền Long An | 3–0    | Lanka Lions           | 25–8  | 25-10 | 25-11 |       |       | 75–8  | 75–29     |
| 12 de jul | 12:30 | Lanka Lions           | 3–2    | Garuda VC             | 20–25 | 16–25 | 11–25 |       |       | 47–75 | 47–75     |
| 13 de jul | 12:30 | ' Garuda VC           | 3–1    | VTV Bình Điền Long An | 15–25 | 25–18 | 25–18 | 25-23 |       | 90–61 | 90–84     |

## Pré-quartas de final
| Data      | Hora  |         | Placar |             | Set 1 | Set 2 | Set 3 | Set 4 | Set 5 | Total | Relatório |
| --------- | ----- | ------- | ------ | ----------- | ----- | ----- | ----- | ----- | ----- | ----- | --------- |
| 14 de jul | 17:30 | 'CMFC ' | 3–0    | Lanka Lions | 25–12 | 25–12 | 25–11 |       |       | 75–35 | 75–35     |

## Fase final
|  | Quartas-de-final           | Quartas-de-final           |                            |               | Semifinal            | Semifinal           |  |  | Disputa pelo ouro          | Disputa pelo ouro |
|  |                            |                            |                            |               |                      |                     |  |  |                            |                   |
|  | 14 de julho de 2018, 15:00 |                            |                            |               |                      |                     |  |  |                            |                   |
|  |                            |                            |                            |               |                      |                     |  |  |                            |                   |
|  | Supreme Chonburi           | 3                          |                            |               |                      |                     |  |  |                            |                   |
|  | Supreme Chonburi           | 3                          | 17 de julho de 2018, 15:00 |               |                      |                     |  |  |                            |                   |
|  | Paykan Tehran VC           | 0                          |                            |               |                      |                     |  |  |                            |                   |
|  | Paykan Tehran VC           | 0                          | Supreme Chonburi           | 3             |                      |                     |  |  |                            |                   |
|  | 14 de julho de 2018, 12:30 |                            | Supreme Chonburi           | 3             |                      |                     |  |  |                            |                   |
|  |                            | Jiangsu Zenith Steel       | 0                          |               |                      |                     |  |  |                            |                   |
|  | Jiangsu Zenith Steel       | Jiangsu Zenith Steel       | 0                          | 3             |                      |                     |  |  |                            |                   |
|  | Jiangsu Zenith Steel       |                            | 18 de julho de 2018, 18:00 | 3             |                      |                     |  |  |                            |                   |
|  | Garuda VC                  | 0                          |                            |               |                      |                     |  |  |                            |                   |
|  | Garuda VC                  | 0                          | Supreme Chonburi           | 3             |                      |                     |  |  |                            |                   |
|  | 16 de julho de 2018, 19:00 |                            | Supreme Chonburi           | 3             |                      |                     |  |  |                            |                   |
|  |                            | NEC Red Rockets            | 2                          |               |                      |                     |  |  |                            |                   |
|  | NEC Red Rockets            | NEC Red Rockets            | 2                          | 3             |                      |                     |  |  |                            |                   |
|  | NEC Red Rockets            | 17 de julho de 2018, 18:00 |                            | 3             |                      |                     |  |  |                            |                   |
|  | CMFC                       | 1                          |                            |               |                      |                     |  |  |                            |                   |
|  | CMFC                       | 1                          | NEC Red Rockets            | 3             | Disputa pelo bronze  | Disputa pelo bronze |  |  |                            |                   |
|  | 14 de julho de 2018, 20:00 |                            | NEC Red Rockets            | 3             | Disputa pelo bronze  | Disputa pelo bronze |  |  |                            |                   |
|  |                            | Altay Oskemen              | 0                          |               |                      |                     |  |  |                            |                   |
|  | Altay Oskemen              | Altay Oskemen              | 0                          | 3             | Jiangsu Zenith Steel | 3                   |  |  |                            |                   |
|  | Altay Oskemen              |                            |                            | 3             | Jiangsu Zenith Steel | 3                   |  |  |                            |                   |
|  | VTV Bình Điền Long An      | 0                          |                            | Altay Oskemen | 2                    |                     |  |  |                            |                   |
|  | VTV Bình Điền Long An      | 0                          |                            |               | 2                    |                     |  |  |                            |                   |
|  |                            |                            |                            |               |                      |                     |  |  | 18 de julho de 2018, 15:00 |                   |
|  |                            |                            |                            |               |                      |                     |  |  |                            |                   |

## Quartas-de-final
| Data      | Hora  |                         | Placar |                       | Set 1 | Set 2 | Set 3 | Set 4 | Set 5 | Total | Relatório |
| --------- | ----- | ----------------------- | ------ | --------------------- | ----- | ----- | ----- | ----- | ----- | ----- | --------- |
| 14 de jul | 12:30 | 'Jiangsu Zenith Steel ' | 3–0    | Garuda VC             | 25–21 | 25–22 | 25–20 |       |       | 75–63 | 75–63     |
| 14 de jul | 15:00 | ' Supreme Chonburi '    | 3–0    | Paykan Tehran VC      | 25–14 | 25–12 | 25–16 |       |       | 75–42 | 75–42     |
| 14 de jul | 20:00 | 'Altay Oskemen '        | 3–0    | VTV Bình Điền Long An | 25–17 | 25–21 | 25–15 |       |       | 75–53 | 75–53     |
| 16 de jul | 19:00 | 'NEC Red Rockets '      | 3–1    | CMFC                  | 25–15 | 25–18 | 19–25 | 25-15 |       | 94–58 | 94–73     |

## Classificação do 5º ao 8º lugares
| Data      | Hora  |           | Placar |                       | Set 1 | Set 2 | Set 3 | Set 4 | Set 5 | Total | Relatório |
| --------- | ----- | --------- | ------ | --------------------- | ----- | ----- | ----- | ----- | ----- | ----- | --------- |
| 17 de jul | 10:00 | Garuda VC | 3–1    | VTV Bình Điền Long An | 25–19 | 25–23 | 15–25 | 25-20 |       | 90–67 | 90–87     |
| 17 de jul | 12:30 | CMFC      | 1–3    | ' Paykan Tehran VC'   | 24–26 | 20–25 | 25–22 | 13-25 |       | 82–73 | 82–98     |

## Semifinais
| Data      | Hora  |                      | Placar |                      | Set 1 | Set 2 | Set 3 | Set 4 | Set 5 | Total | Relatório |
| --------- | ----- | -------------------- | ------ | -------------------- | ----- | ----- | ----- | ----- | ----- | ----- | --------- |
| 17 de jul | 15:00 | ' Supreme Chonburi ' | 3–0    | Jiangsu Zenith Steel | 25–19 | 25–19 | 25–15 |       |       | 75–53 | 75–53     |
| 17 de jul | 18:00 | 'NEC Red Rockets '   | 3–0    | Altay Oskemen        | 25–20 | 25–17 | 28–26 |       |       | 78–63 | 78–63     |

## Sétimo lugar
| Data      | Hora  |      | Placar |                          | Set 1 | Set 2 | Set 3 | Set 4 | Set 5 | Total | Relatório |
| --------- | ----- | ---- | ------ | ------------------------ | ----- | ----- | ----- | ----- | ----- | ----- | --------- |
| 18 de jul | 10:00 | CMFC | 0–3    | ' VTV Bình Điền Long An' | 19–25 | 22–25 | 16–25 |       |       | 57–75 | 57–75     |

## Quinto lugar
| Data      | Hora  |                  | Placar |              | Set 1 | Set 2 | Set 3 | Set 4 | Set 5 | Total | Relatório |
| --------- | ----- | ---------------- | ------ | ------------ | ----- | ----- | ----- | ----- | ----- | ----- | --------- |
| 18 de jul | 12:30 | Paykan Tehran VC | 0–3    | ' Garuda VC' | 25–27 | 18–25 | 19–25 |       |       | 62–77 | 62–77     |

## Terceiro lugar
| Data      | Hora  |                      | Placar |               | Set 1 | Set 2 | Set 3 | Set 4 | Set 5 | Total  | Relatório |
| --------- | ----- | -------------------- | ------ | ------------- | ----- | ----- | ----- | ----- | ----- | ------ | --------- |
| 18 de jul | 15:00 | Jiangsu Zenith Steel | 3–2    | Altay Oskemen | 25–20 | 25–23 | 21–25 | 17-25 | 15-12 | 103–68 | 103–105   |

## Final
| Data      | Hora  |                  | Placar |                 | Set 1 | Set 2 | Set 3 | Set 4 | Set 5 | Total | Relatório   |
| --------- | ----- | ---------------- | ------ | --------------- | ----- | ----- | ----- | ----- | ----- | ----- | ----------- |
| 18 de jul | 18:00 | Supreme Chonburi | 3–2    | NEC Red Rockets | 13–25 | 25–21 | 25–18 | 20-25 | 16-14 | 99–64 | RelatórioAQ |

## Classificação final
| Pos | Equipe                |
| --- | --------------------- |
| 1   | Supreme Chonburi      |
| 2   | NEC Red Rockets       |
| 3   | Jiangsu Zenith Steel  |
| 4   | Altay Oskemen         |
| 5   | Garuda VC             |
| 6   | Paykan Tehran VC      |
| 7   | VTV Bình Điền Long An |
| 8   | CMFC                  |
| 9   | Lanka Lions           |

|  | Qualificado para o Campeonato Mundial de Clubes de Voleibol Feminino de 2019 |

## Prêmios individuais
A seleção do campeonato foi composta pelas seguintes jogadoras:
- MVP (Most Valuable Player):  Ajcharaporn Kongyot